# ژاک گره‌ون
ژاک گره‌ون (به فرانسوی: Jacques Grévin) شاعر، نمایش‌نامه نویس و پزشک قرن شانزدهم میلادی اهل فرانسه است.
یکی از آثار او تراژدی ژولیوس سزار (فرانسوی: Jules César) است که در ۱۵۶۰ نگاشت.